# SC (numizmatyka)

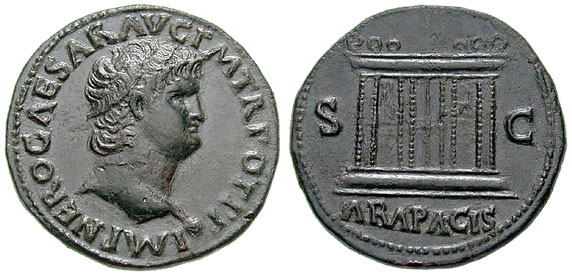
Assarius (as) Nerona z odpowiednim oznaczeniem w polu rewersu

S C (skrót od łac. ex Senatus consulto – „uchwałą Senatu”) – oznaczenie na monecie rzymskiej z czasów cesarstwa emitowanej na polecenie senatu.
W okresie republiki prawna odpowiedzialność za emitowanie całości pieniądza spoczywała na senacie. Od 289 r. za emisje monet osobiście odpowiadali osobni urzędnicy do spraw menniczych, zwani tresviri monetales lub krócej monetarii. We wczesnym okresie rządów Oktawiana Augusta w mennicy miasta Rzym urzędowali jeszcze monetarii sygnujący swymi imionami zarówno emisje srebrnych denarów, jak i monet brązowych.
Z nastaniem pryncypatu August – wzorując się na władcach wschodnich, dekretem z 15 r. p.n.e. pozbawił senat przywileju decydowania o emisjach monet ze szlachetnego kruszcu (złotych i srebrnych). Odtąd jedynie wszystkie niższe nominały, czyli monety rozmienne bite z brązu, nosiły oznaczenie S  C umieszczane w polu ich rewersu. Służyło ono też łatwemu odróżnianiu monet wypuszczanych przez mennice centralne (państwowe)  od emitowanych przez te miasta imperium, które posiadały przywilej bicia własnej monety rozmiennej z brązu.
Zarówno sama formuła, jak i jej umowne oznaczenie zanikło całkowicie po zaprzestaniu emisji niższych nominałów z brązu wskutek daleko posuniętej dewaluacji podstawowej monety – bilonowego antoniniana (dwudenara).